# Cornelis Tétar van Elven

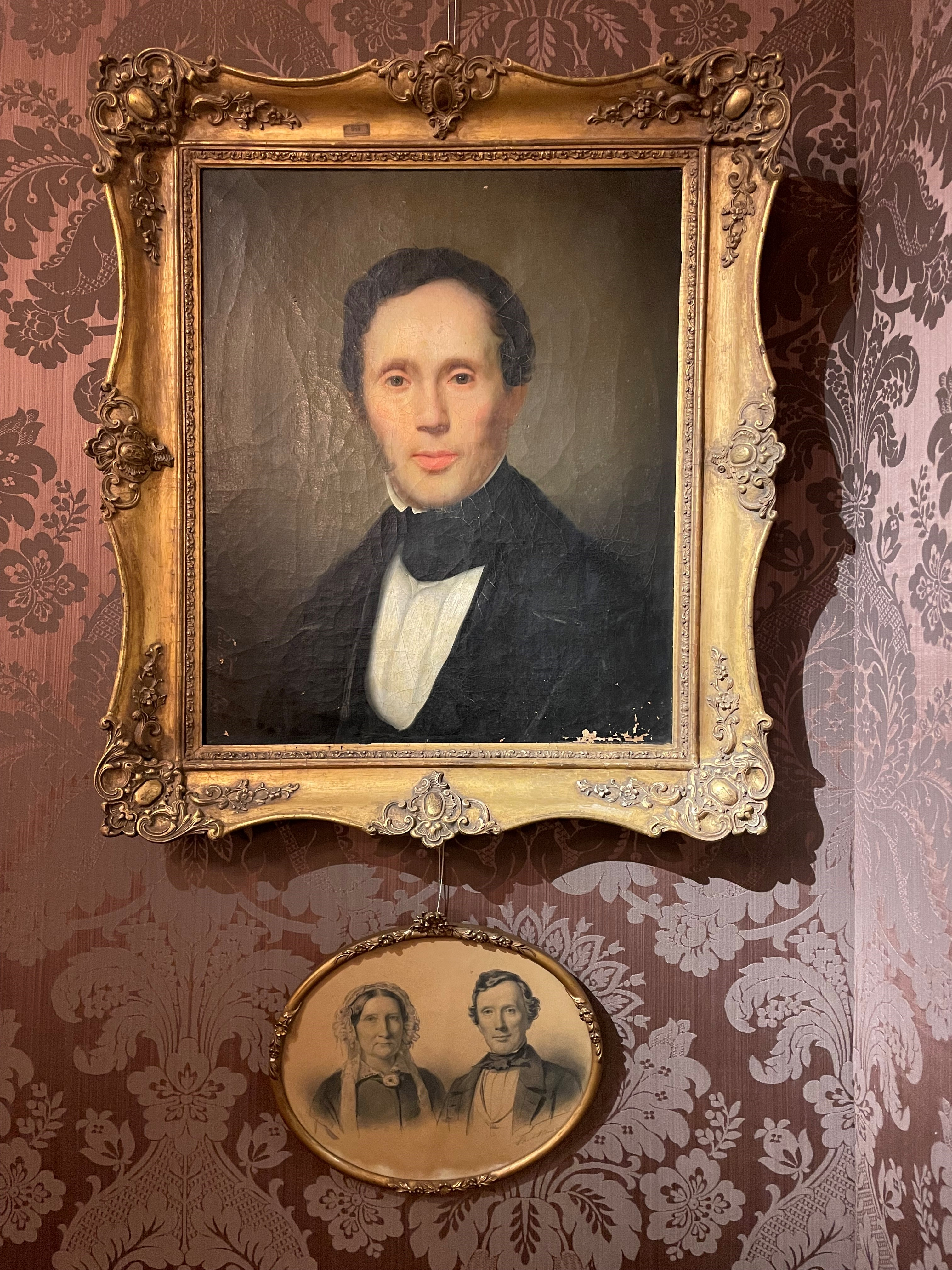
Postuum portret van Cornelis Tétar van Elven 1846, door Paul Tétar van Elven, met daaronder getekende portretten van Cornelis en zijn moeder Dorothea de Hosson.

Cornelis Tétar van Elven (Antwerpen, 16 mei 1817 - Amsterdam, 2 maart 1845) was een letterkundige en een telg van de kunstenaarsfamilie Tétar van Elven. Hij is bekend door het in 1840 opgevoerde toneelstuk Constance, of de gevolgen van den Hoogmoed.

## Naam en familie
Cornelis werd op 16 mei 1817 geboren in Antwerpen, op het adres sectie 3 nummer 39, oftewel de Lange Nieuwstraat thans nummer 114. Zijn geboorteakte was in het frans opgesteld, waardoor zijn naam is genoteerd als Corneille, zoon van Henry Lambert van Elven en Dorothée Caroline de Hosson. Formeel was zijn naam derhalve Corneille van Elven. Cornelis is in publicaties vaak abusievelijk vermeld als Charles Tétar van Elven. Hij is wellicht vernoemd naar Corneille Provo, tournier, die als getuige optrad bij de aangifte van de geboorte.
Zijn vader was de stenograaf en letterkundige Henricus Lambertus van Elven (1781-1855), die na het overlijden van zijn eerste echtgenote Anne Françoise Felicité Tétar in 1810 de naam Henri Louis Tétar van Elven aannam. De familienaam Tétar van Elven is nooit formeel toegekend, zodat in documenten ook de familienaam Van Elven voorkomt. Ten tijde van de geboorte van Cornelis werkte zijn vader nog als bottier (laarzenmaker), maar datzelfde jaar begon hij als griffier bij de militaire krijgsraad. De moeder van Cornelis was Dorothea Carolina de Hosson (1792-1870), een telg uit de kunstenaarsfamilie De Hosson. Haar vader was de kunstschilder Bernardus Franciscus Ignatius de Hosson, signerend als B.F. de Hosson.  Zijn oudere halfbroers zijn de architect Martinus Gerardus Tétar van Elven en de graveur en kunstschilder Jan Baptist Tétar van Elven. De kunstschilder en verzamelaar Paul Tétar van Elven was een volle broer. Cornelis had ook nog twee zussen: Josephine van Goor-Tétar van Elven en Adelaïde Tétar van Elven. 

## Studie en werk
Martin Tétar van Elven werd in 1835 aangesteld als directeur (hoofdonderwijzer) zesde klasse van de Koninklijke Akademie in Amsterdam. De zesde klasse was de studie bouwkunde. Waarschijnlijk is Cornelis rond die tijd aan deze studie begonnen. In 1837, 1838 en 1839 is hij vermeld onder de jaarlijkse prijswinnaars. In 1839 betrof dit een prijs voor de eerste afdeling (compositie), zodat hij toen de studie moet hebben afgerond.
Op zaterdag 11 april 1840 werd in de Amsterdamse stadsschouwburg, ook bekend als de Schouwburg van De Witte, het toneelstuk Constance, of de gevolgen van den Hoogmoed opgevoerd. Dit was een door Cornelis vertaald en bewerkt toneelstuk naar het werk Luxe et Indigence ou le Ménage parisien van Jean-Baptiste-Rose-Bonaventure Violet, schrijvend als Violet d'Épagny. De rol van Constance werd gespeeld door Christina Elisabeth da Silva. In de kranten verscheen een recensie dat het werk verdienstelijk was en een aanwinst voor het repertoire. Op woensdag 15 april 1840 werd het toneelstuk nogmaals opgevoerd.
Na dit relatieve succes is Cornelis agent geworden voor de firma G.N. Picot & Co., die optraden namens de Nederlandse vennootschap der Asphalt-Mijnen van Seyssel. Een jaar later werkte Cornelis niet meer als agent voor Picot, maar zelfstandig, waarbij hij zelf twee agenten had in Rotterdam en Den Haag. Het kantoor en het magazijn waren aanvankelijk gevestigd aan de Oude Schans, maar later werd het kantoor verplaatst naar de boekhandel van Constantinus van Goor aan de Heerenstraat.

## Huwelijk en overlijden
Op 27 oktober 1843 trouwde Corneille van Elven met Maria Adriana de Groot, dochter van de in Brussel geboren Pieter de Groot en Debora Henrietta Meerkamp uit Amstelveen. Haar zus Catharina Henrietta de Groot was in 1835 getrouwd met Constantinus van Goor. Zijn broer Gijsbert Adriaan van Goor trouwde in februari 1843 met Josephine Tétar van Elven, de zus van Cornelis.
In de huwelijksakte is Cornelis vermeld als zonder beroep. Een jaar later, op 3 november 1844, werd hun dochter Maria Henrietta geboren, in het huis aan Prinsengracht 838. Als beroep van Cornelis is vermeld aspirant-ingenieur. Op 15 februari 1845 overleed Maria Adriana op 24-jarige leeftijd, twee weken later op 2 maart gevolgd door Cornelis zelf. In de overlijdensakte is Cornelis vermeld als ambtenaar, wonende aan de Prinsengracht in Amsterdam. Het echtpaar is overleden aan cholera of tyfus.
Na het overlijden van Cornelis ontpopte ook zijn vader Henri zich als letterkundige. Van zijn hand verschenen in de jaren veertig verschillende stukken, zowel proza als poëzie. Eind 1849 publiceerde hij een bewerking van Les Femmes Savantes van Molière, genaamd De geleerde vrouwen. Dit werd opgedragen aan Christina Elisabeth da Silva. In 1850 werd het stuk enkele malen opgevoerd.

## Marie Tétar van Elven
Dochter Marie (1844-1929) werd opgenomen in het gezin van haar grootouders Tétar van Elven, waar zij regelmatig model stond voor haar oom Paul Tétar van Elven. Zij was actief als tekenaar en kunstschilder. Met haar oom Jan Baptist en neef Pierre heeft zij muurschilderingen aangebracht in Grand Hotel Krasnapolsky. In 1881 exposeerde Marie een portret van een man op de Tentoonstelling van Levende Meesters. Portretten van Marie en haar vader Cornelis zijn te zien in Museum Paul Tetar van Elven in Delft.
- Nederlandse Thesaurus van Auteursnamen: 14776470X
- Virtual International Authority File: 288860322